# نيك سانتينو
نيك سانتينو (بالإنجليزية: Nick Santino)‏ هو كاتب أغاني وعازف بيانو أمريكي، ولد في 28 يوليو 1988 في برينتري في الولايات المتحدة.